# Oak Racing
 (juillet 2023).

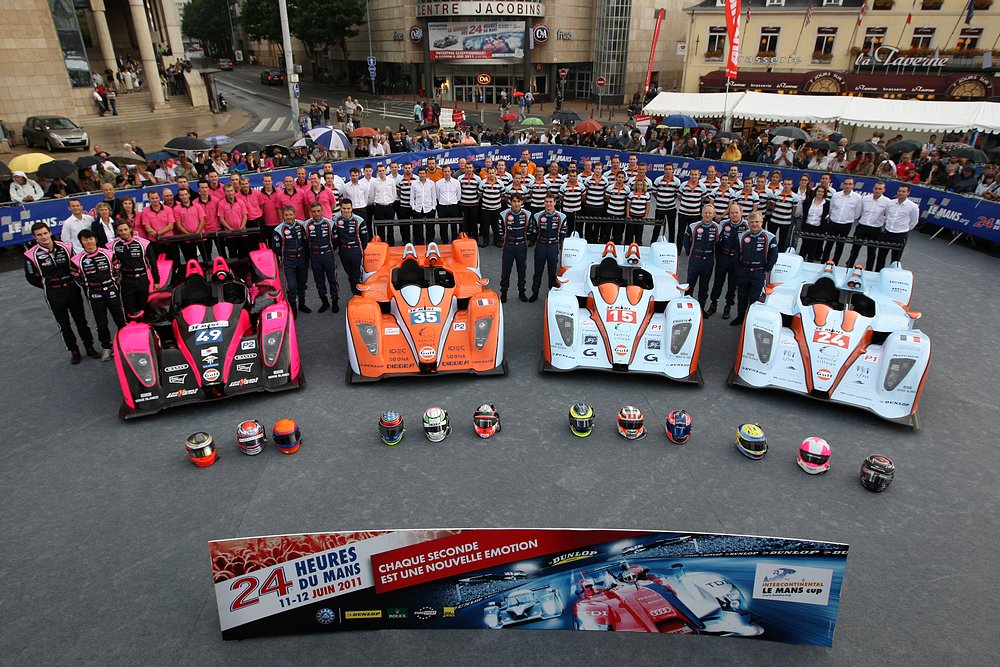
L'équipe OAK Racing durant les 24 Heures du Mans 2011.

Oak Racing (également orthographié OAK Racing) est une écurie de sport automobile française spécialisée dans les courses d'endurance en sport-prototype, établie au Mans depuis janvier 2011. Elle est engagée dans des championnats internationaux tels que le Championnat du monde d'endurance FIA, l'Asian Le Mans Series, le United SportsCar Championship, l'European Le Mans Series ou les 24 Heures du Mans. Depuis fin 2006, Jacques Nicolet, à la fois dirigeant d'entreprise et pilote, est le propriétaire de OAK Racing. François Sicard, Sébastien Philippe et Philippe Dumas se sont succédé comme Team Principal.
Depuis 2010, OAK Racing a pour partenaire le manufacturier Dunlop, dont elle est l'écurie de développement.
Après de nombreux succès, l'écurie connait la consécration en 2013 avec un doublé aux 24 Heures du Mans et en Championnat du Monde en catégorie LMP2, avec deux Morgan-Nissan LMP2, et le titre en Asian Le Mans Series. 2013 est également l'année de la création d'une Art Car, en l'honneur de l'épreuve mancelle, par le sculpteur Fernando Costa qui a revêtu une LMP2 de l'équipe de panneaux de signalisation. L'œuvre est honorée du titre « Art Car des 90 ans des 24 Heures du Mans » par l'ACO. Une Morgan LMP2 a pris le départ des 24 Heures avec une livrée inspirée par l'œuvre de l'artiste.
En 2014 et 2015, l'écurie est, entre autres, l'équipe support de G-Drive Racing, sponsorisée par le pétrolier russe Gazprom Neft, dont les voitures arborent la couleur orange des huiles G-Drive.
En 2015 l'équipe engage deux Ligier JS P2 aux 24 Heures du Mans.
En 2016 c'est en European Le Mans Series et en catégorie LMP3 que OAK Racing court, sous les couleurs Ingenico.
À compter de 2019, l'écurie est regroupée au sein de Ligier Automotive.

## Historique
Créée à Magny-Cours par Serge Saulnier en 1980 sous le nom de Promatecme, l'écurie connaît des succès en monoplace en Championnat de France de Formule 3. Rebaptisée Saulnier Racing en 2000, elle s'engage alors en World Series by Nissan puis World Series by Renault. En 2006, elle se tourne vers les Sport-prototypes et le championnat Le Mans Series en LMP1.
Fin 2006, Jacques Nicolet reprend l'écurie et maintient le même programme sportif en LMP2, cette fois, pour l'année 2007. En 2008, il se lance dans un programme plus ambitieux en faisant courir deux prototypes Pescarolo-Judd, un dans chaque catégorie. Cette initiative est couronnée par une troisième place en LMP2 aux 24 Heures du Mans pour l’un des plus jeunes équipages de son histoire, 24 ans, et le premier pilote chinois à participer à l’épreuve, Cong Fu Cheng.

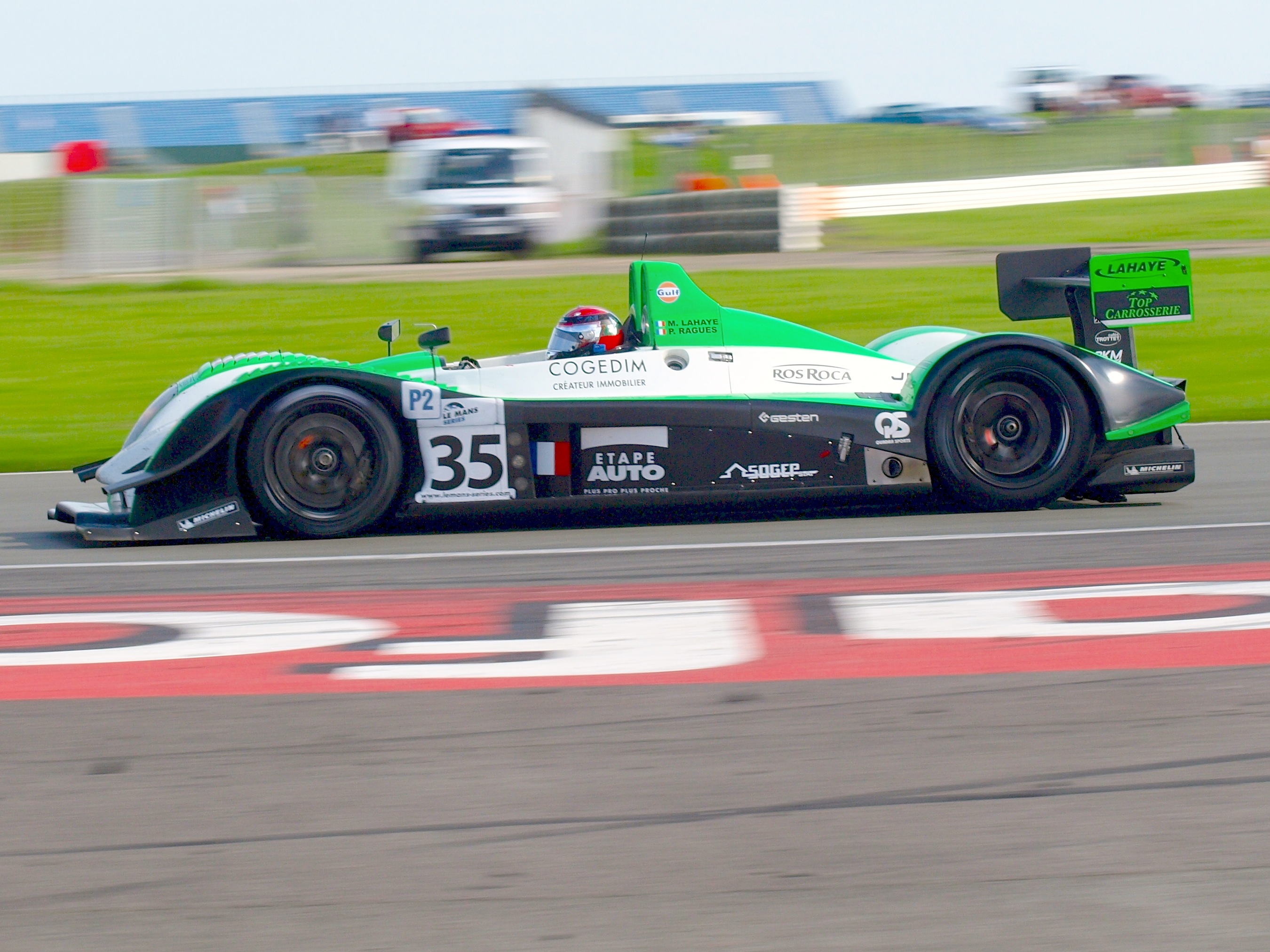
La LMP2 à moteur Judd de Saulnier Racing en 2008.

Saulnier Racing devient OAK Racing en 2009 (Oak signifiant chêne en anglais). Un partenariat avec Mazda Automobiles France voit le jour à ce moment-là. Cette même saison, OAK Racing engage deux LMP2 Pescarolo-Mazda en Le Mans Series 2009 ainsi qu’aux 24 Heures du Mans 2009 et participe aux deux épreuves de l'Asian Le Mans Series sur le circuit d'Okayama au Japon. À la fin de la saison, l'équipe totalise 6 podiums en 8 courses, dont un nouveau podium en LMP2 aux 24 Heures du Mans, et une victoire en Asian Le Mans Series.
En 2010, OAK Racing engage deux LMP2 Pescarolo-Judd en Le Mans Series et aux 24 Heures du Mans 2010, et participe à la nouvelle série lancée par l’ACO, l’Intercontinental Le Mans Cup. Ces différentes participations sont couronnées par plusieurs titres et podiums dont un 3e podium consécutif aux 24 Heures du Mans en LMP2 (2e et 4e place), 4 podiums en 5 courses en LMS, le titre en ILMC et le trophée Michelin Green X Challenge en LMS et ILMC.
Le 15 octobre 2010, lors de la vente aux enchères de Pescarolo Sport, Jacques Nicolet et Joël Rivière (passionné et propriétaire du Prestige Racing) s'associent pour acheter les lots proposés, les mettre à disposition d'Henri Pescarolo et permettre à son écurie de renaître de ses cendres.

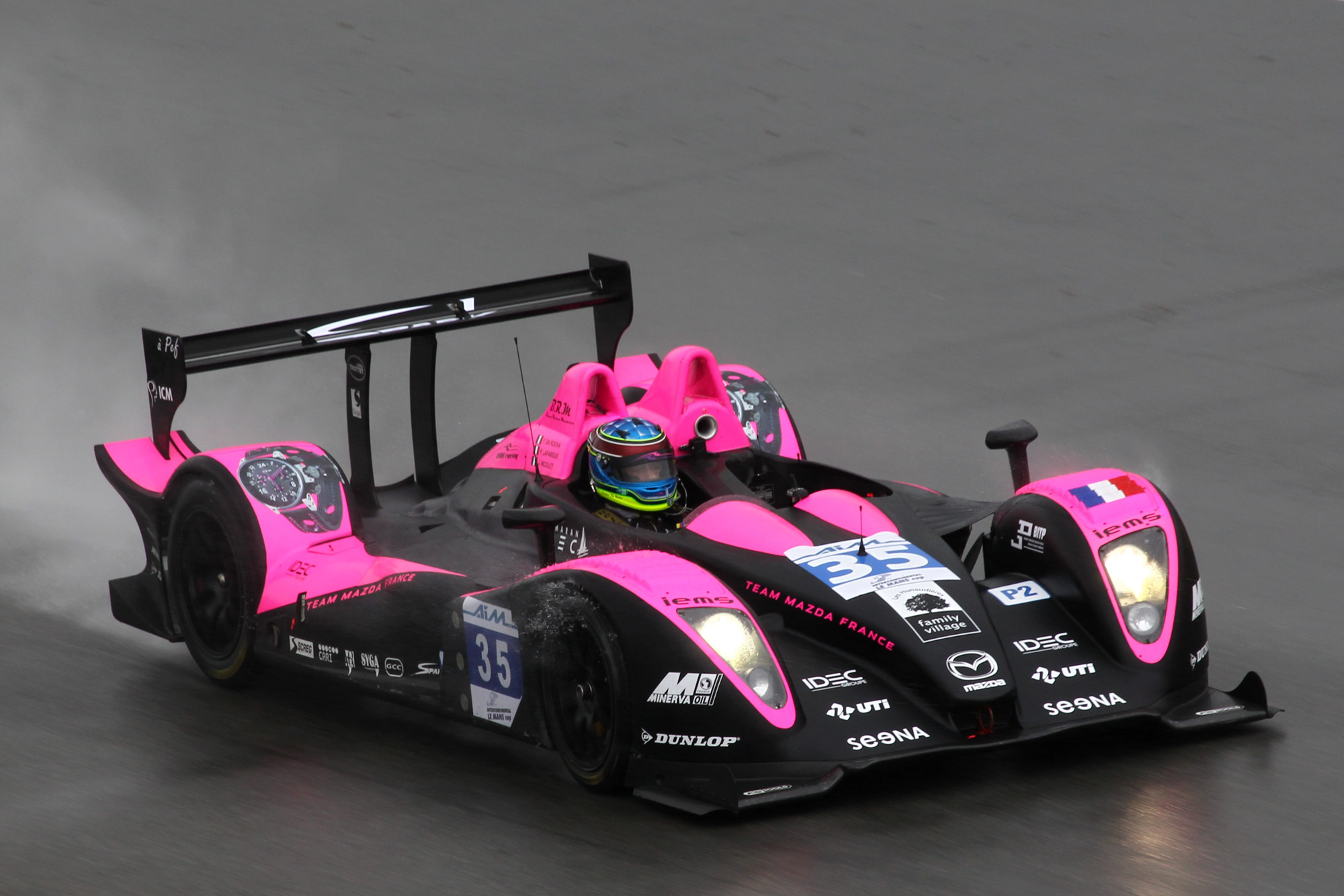
La Pescarolo du OAK Racing en 2010.

En 2011, OAK Racing défend les couleurs orange et bleu des huiles Gulf car le team est soutenu par Car Oil, concessionnaire exclusif des lubrifiants Gulf pour la Belgique, la France et le Luxembourg. Les prototypes de l'équipe sont motorisés par Honda Performance Development (LMP1) et Nissan (LMP2). Ils sont chaussés de pneumatiques Dunlop. Le team est l'écurie de développement du manufacturier. En 2011, l’équipe obtient une 3e place au général aux 6 Heures de Silverstone en Intercontinental Le Mans Cup. Parallèlement, elle aligne une LMP2 en ILMC, qui termine 2e de la série, ainsi qu’une deuxième LMP2 pour les seules 24 Heures du Mans.

OAK Racing développe également une activité constructeur depuis fin 2009, date à laquelle l'écurie a repris la partie constructeur de Pescarolo Sport. En 2010, l'équipe remporte le titre constructeur LMP2 en Le Mans Series et crée son propre bureau d'études pour développer ses prototypes. En décembre 2011, OAK Racing lance la commercialisation des OAK-Pescarolo LMP2 auprès d'écuries privées pour la saison 2012 et annonce la création de Onroak Automotive, son département constructeur. En janvier 2012, celui-ci créée une LMP2, conformément à la nouvelle réglementation ACO. Elle est nommée Morgan 2012 LMP2, en vertu d'un accord passé avec la célèbre marque anglaise Morgan Motor Company. Conquest Racing d'Eric Bachelart fait rouler avec succès une de ces LMP2 en American Le Mans Series.

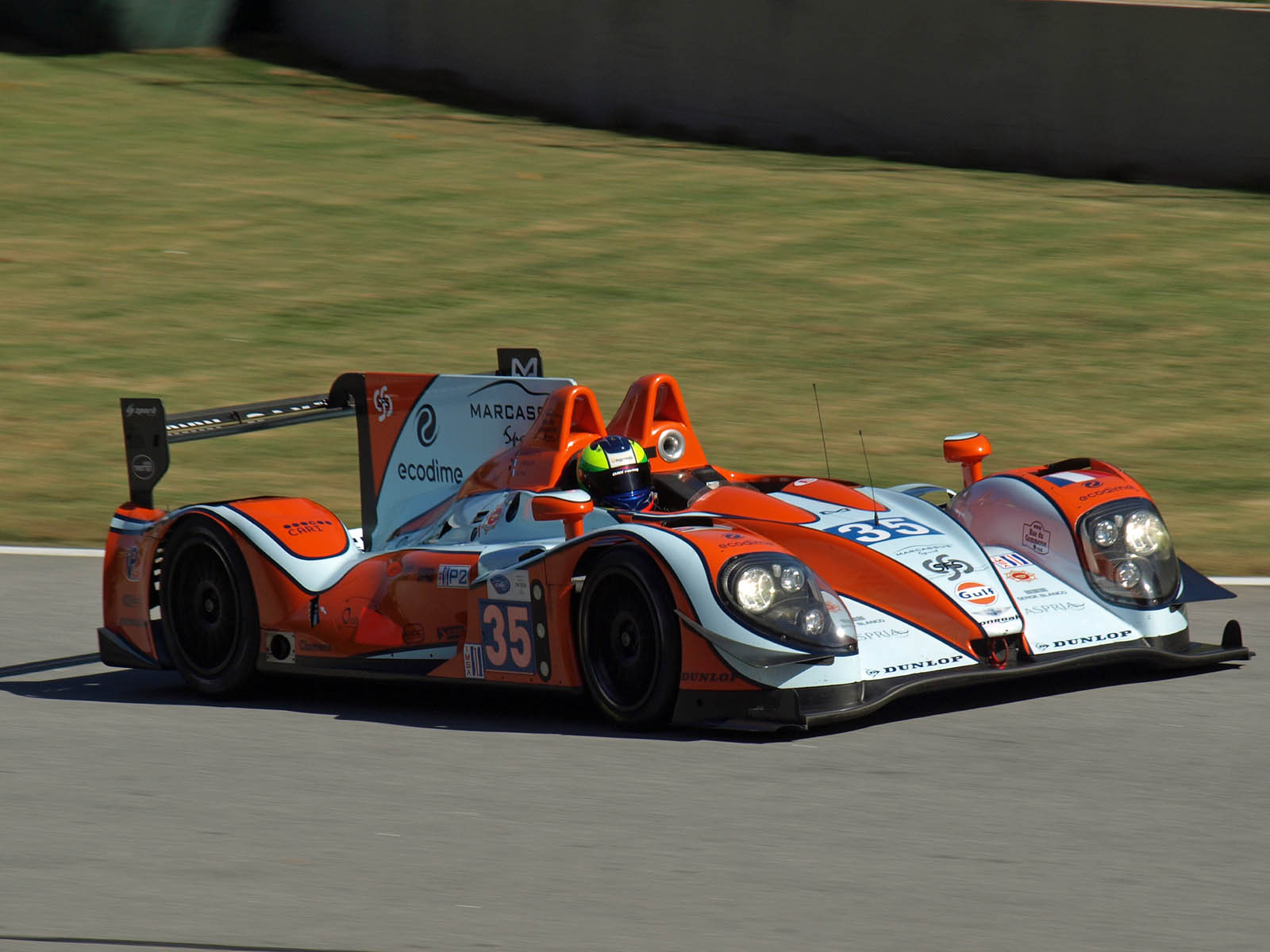
La Morgan 2012 LMP2-Nissan OAK Racing en 2012.

Après 20 ans d'absence, le Championnat du Monde d'Endurance fait son retour en 2012. OAK Racing engage dès le début un prototype dans chaque catégorie LMP1 et LMP2 et voit la Morgan-Judd 2012 LMP2 n°24 prendre la pole position et finir 2e aux 12 Heures de Sebring.
Une deuxième Morgan 2012 LMP2, la n°35 équipée d'un moteur Nissan, est engagée à Spa, aux 24 Heures du Mans, à Silverstone, à Sao Paulo et à Bahreïn. La LMP2 n°24 adopte à son tour le moteur Nissan après les 24 Heures du Mans. À la fin de la saison l'équipe totalise 4 podiums LMP2 en Championnat du Monde. Il obtient également deux podiums, dont une victoire, en European Le Mans Series et le titre de vice-champion dans cette même série. En LMP1 de nombreux problèmes de fiabilité forcent l’équipe à retirer la n°15 du championnat après les 24 Heures du Mans, mais celle-ci fait son retour pour les deux dernières manches asiatiques, équipée du moteur Honda Performance Development.
En 2013, OAK Racing se recentre sur son activité LMP2 et engage deux voitures en WEC, toutes deux motorisées par Nissan. Dès les premières courses de la saison, l'écurie se classe 2e à Silverstone et à Spa, avant de faire un doublé aux 24 Heures du Mans, et de remporter le championnat en catégorie LMP2. Aux 24 Heures du Mans 2013, la voiture numéro 45 arbore une livrée « art car », inspirée par la sculpture réalisée par Fernando Costa sur un châssis LMP2. L'écurie remporte également le titre en Asian Le Mans Series avec une Morgan-Judd et un équipage 100% chinois.
En 2014, OAK Racing revient en Championnat du monde en LMP2 comme équipe support de G-Drive Racing, avec au cours de la deuxième partie de la saison une Ligier JS P2. G-Drive Racing termine deuxième en LMP2 au Championnat. OAK Racing comme l'année précédente est vainqueur en Asian Le Mans Series, toujours avec un équipage chinois. L'équipe remporte également plusieurs succès aux États-Unis en Tudor United SportsCar Championship.
D'autre part, Onroak Automotive, devenue une entité à part entière, réalise une activité de constructeur avec une voiture vendue au team chinois KCMG, qui aligne une Morgan-Nissan LMP2 en Asian Le Mans Series, et une autre au team Morand Racing, qui fait courir une Morgan-Judd en European Le Mans Series, puis en 2014 une Ligier JS P2-Nissan à Thiriet by TDS Racing.

## Pilotes

### 1980-2006 (Serge Saulnier président)
- Didier André (F3)
- Enrique Bernoldi (F3)
- Bruno Besson (F3)
- Jenson Button (F3)
- Emmanuel Clérico (F3)
- Marcel Fässler (LMS)
- Alain Filhol (LM,LMS)
- Ryō Fukuda (F3,WSR)
- Tristan Gommendy (F3,WSR)
- Bruce Jouanny (F3,LM)
- Franck Lagorce (F3)
- Nicolas Minassian (F3)
- Jacques Nicolet (LM,LMS)
- Simon Pagenaud (WSR)
- Olivier Pla (F3)
- Andy Priaulx (F3)
- Harold Primat (WSR,LMS)
- Christophe Tinseau (F3)

### Depuis 2007 (Jacques Nicolet président)
- Karim Aljani (LMS, LM)
- Bertrand Baguette (WEC)
- Andrea Barlesi (ILMC)
- Alex Brundle (WEC, USC)
- Dimitri Enjalbert (GT, EMT)
- Alain Filhol (LM,LMS)
- Jan Charouz (LM)
- Cheng Cong Fu (LM)
- Frédéric Da Rocha (ILMC)
- Nicolas De Crem (LM)
- Marc Faggionato (LM)
- Ricardo González (WEC)
- Richard Hein (LM, LMS, ILMC)
- David Heinemeier Hansson (WEC)
- Keiko Ihara (WEC)
- Bruce Jouanny (LM)
- Dominik Kraihamer (LMS, WEC)
- Patrice Lafargue (ILMC)
- Matthieu Lahaye (LM, LMS, ILMC, WEC)
- Bas Leinders (WEC)
- Maxime Martin (WEC)
- Jean-Marc Merlin (WEC)
- Philippe Mondolot (WEC)
- Franck Montagny (F1, ILMC)
- Guillaume Moreau (LM, LMS, ILMC, WEC)
- Tiago Monteiro (LM)
- Shinji Nakano (LM)
- Jacques Nicolet (LM, LMS, ILMC, WEC)
- Olivier Pla (ILMC, WEC, USC)
- Roman Rusinov (WEC, USC)
- Alexandre Prémat (LMS, ILMC)
- Pierre Ragues (LMS, LM, ILMC)
- Takuma Satō (F1)
- Jean-François Yvon (LM)
- Julien Canal (WEC)
- Oliver Webb (USC)
- Gustavo Yacamán (USC)

## Palmarès

### Sous le nom Promatecme
- Champion de France de Formule 3 en 1992 avec Franck Lagorce
- Vice-champion de Grande-Bretagne de Formule 3 en 1997 avec Nicolas Minassian et en 1998 avec Enrique Bernoldi

### Sous le nom Saulnier Racing
- Champion de France de Formule 3 en 2001 avec Ryō Fukuda

### Sous le nom OAK Racing
- Vainqueur de la catégorie LMP2 des Asian Le Mans Series en 2009 avec deux victoires aux deux courses des 1 000 kilomètres d'Okayama 2009
- Vainqueur de la catégorie LMP2 de l'Intercontinental Le Mans Cup 2010 avec une victoire aux 1 000 kilomètres de Zhuhai 2010
- Vainqueur du Michelin Green X Challenge en Le Mans Series et ILMC en 2010
- Vice champion de la catégorie LMP2 de l'Intercontinental Le Mans Cup 2011
- Vice champion des European Le Mans Series 2012 avec notamment une victoire aux 6 Heures de Donington.
- 4 podiums en Championnat du Monde FIA d'Endurance en 2012 dont une victoire à Sebring
- Vainqueur de la catégorie LMP2 aux 24 heures du Mans 2013, en WEC et en Asian Le Mans Series

### Constructeur
- Vainqueur des 6 Heures de Donington lors des European Le Mans Series 2012 avec la Morgan LMP2
- 3e et vainqueur de la catégorie LMP2 à Mosport lors des American Le Mans Series 2012 avec la Morgan LMP2
- 4e et vainqueur de la catégorie LMP2 à Road America lors des American Le Mans Series 2012 avec la Morgan LMP2